# Jacek Bąk
Jacek Bak (født 24. marts 1973 i Lublin) er en polsk tidligere fodboldspiller (forsvarer).
Han spillede sin debutkamp som 16-årig, før han flyttede til topholdet Lech Poznan to år senere.
I Baks første sæson med Lech Poznan vandt han den polske mesterskabstitel, før den polske landstræner opdagede ham, og gav ham sin første internationale kamp mod Cypern. Bak blev solgt til Olympique Lyon i 1995, men fik ikke den samme succes i Frankrig som han havde haft Polen på grund af flere skader.
Han begyndte at spille for RC Lens før han flyttede til Qatarligaen.  Bak var med ved VM i fodbold 2002 i Sydkorea og Japan og ved VM i fodbold 2006 i Tyskland. Bak har spillet 81 kampe for Polen og har scoret to mål.
Jacek Bak har en kone, Anna, og de to har sammen en søn, Jacek.